# Lourdes et ses miracles
Pour plus de détails, voir Fiche technique et Distribution.
Lourdes et ses miracles est un film français réalisé par Georges Rouquier, sorti en 1955.

## Synopsis
La vie des pèlerins à Lourdes et les cas de guérison enregistrés par le Bureau des constatations médicales.
Le reportage est composé de trois parties : « Témoignages », « Pèlerinage », « Imprévus ».

## Fiche technique
- Titre : Lourdes et ses miracles
- Réalisation : Georges Rouquier
- Assistant : Jacques Demy
- Scénario : Georges Rouquier (+ narrateur)
- Photographie : Albert Viguier
- Montage : Simone du Bron
- Directeur de production : Philippe Dussart
- Société de production : Les Productions du Parvis
- Pays d'origine :  France
- Genre : Documentaire
- Durée : 90 minutes
- Date de sortie : France, 9 novembre 1955